# 三輪神社 (津幡町)
三輪神社（みわじんじゃ）は、石川県河北郡津幡町字北中条にある神社。津幡駅裏手の山中に鎮座する。旧社格は村社。

## 祭神
大物主命・菊理媛神・経津主命・武甕槌神・天児屋根命・比売神・倉稲魂命・大山咋命の8柱を祀る。

## 由緒
創祀は承和3年（836年）といい、『延喜式神名帳』の加賀国加賀郡の小社「三輪神社」であるとされる。境内には龍神之池と名づけられた池がある。

## 交通
- 西日本旅客鉄道（JR西日本）・IRいしかわ鉄道津幡駅から徒歩10分